# Хонги

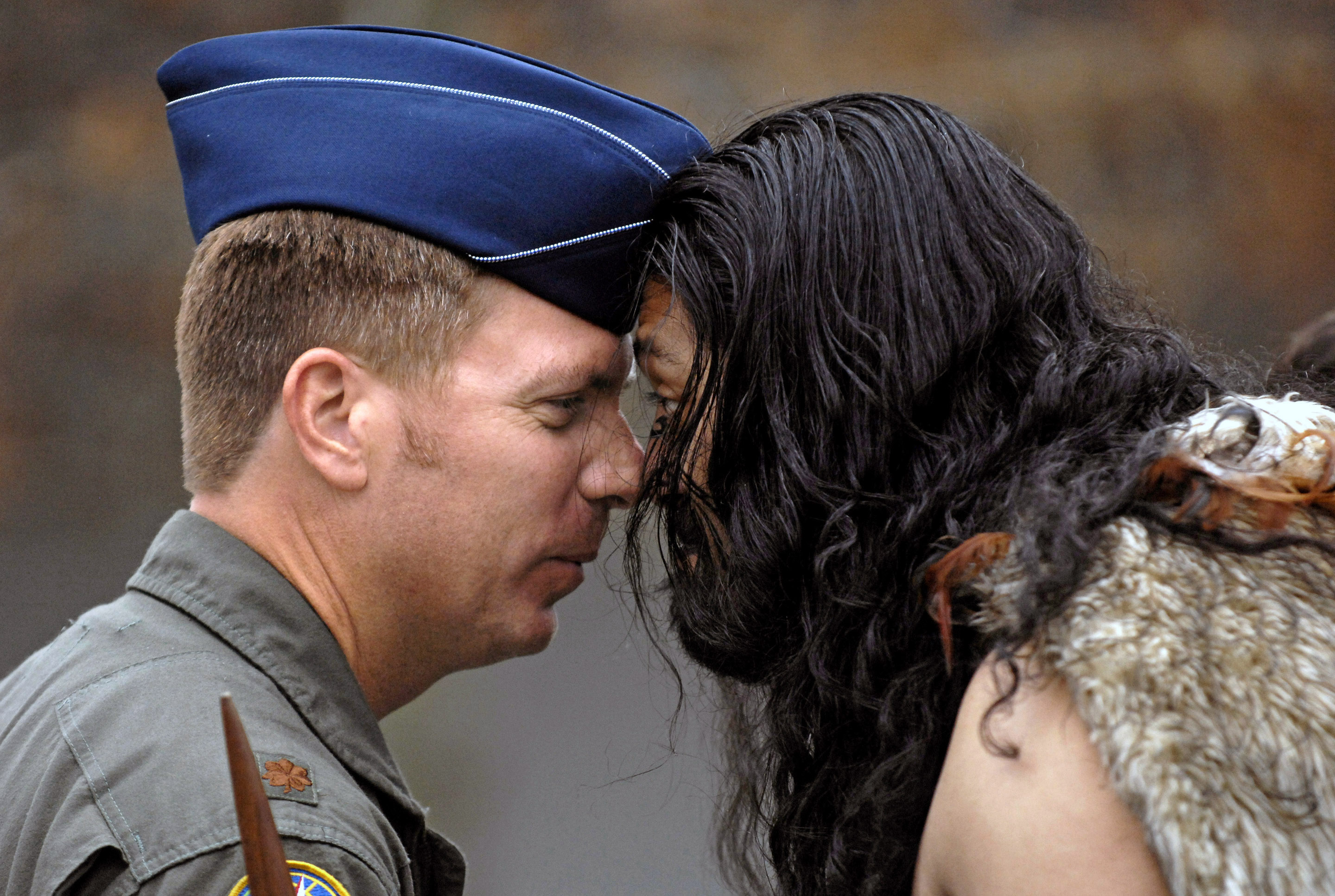
Американский лётчик и воин-маори обмениваются хонги на церемонии пофири

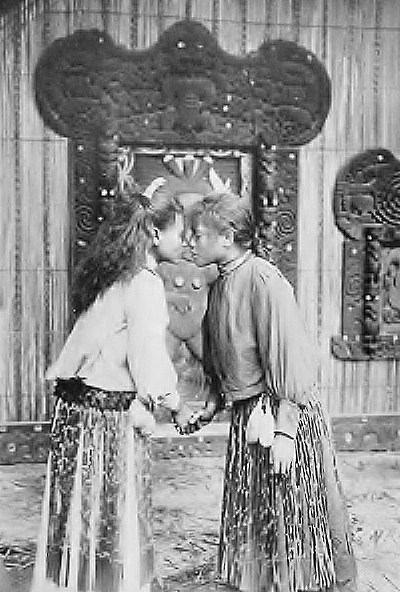
Две женщины-маори обмениваются хонги. 1913 год

Хонги — традиционное приветствие маори, во время которого прижимаются носами; иногда включает касание лбами. Может сопровождаться рукопожатием. Приветствие используется на традиционных встречах маори и на крупных церемониях, таких как пофири.
В хонги люди обмениваются ха (дыхание жизни) в символическом проявлением единства. Маори считают, что традиция делиться дыханием жизни в хонги пришла от богов. В мифологии маори женщина была создана богами из земли. Бог Тане обнял созданную фигурку и вдохнул жизнь в её ноздри. Затем она чихнула и ожила, став первой женщиной в легендах маори, Хинеахуоне.
Хонги могут быть исполнены маори и немаори, а также между новозеландцами и иностранными туристами. Хонги исполняют во время визитов высокопоставленных иностранных гостей: британских королевских особ (в частности, принца Чарльза, принцессы Дианы, герцогини Камиллы), Хиллари Клинтон и Барака Обамы.